# النواش (بعدان)

تعديل مصدري - تعديل

النواش محلة تابعة لقرية مسورة، التابعة لعزلة دلال بمديرية بعدان إحدى مديريات محافظة إب في الجمهورية اليمنية، بلغ تعداد سكانها 27 حسب تعداد اليمن لعام 2004.